# Red Ronin
Red Ronin (español: Ronin Rojo) es personaje que aparece en los cómics estadounidenses publicados por Marvel Comics, es presentado como una construcción robótica humanoide gigantesca (mecha) que pasó a ser una amenaza para otros personajes del Universo Marvel como Los Vengadores y Wolverine.

## Historial de publicaciones
Creado originalmente por el escritor Doug Moench y el artista Herb Trimpe como complemento de Godzilla, el diseño de Red Ronin fue influenciado por el de los súper robots que fueron el elemento básico del anime durante la década de 1970. Los súper robots aparecieron por primera vez en la cultura pop estadounidense en la forma de la serie de anime Gigantor (Tetsujin Nijuhachi-28), que se importó a los Estados Unidos desde Japón durante la década de 1960. La línea de juguetes Shogun Warriors importados de Mattel se hizo popular en los Estados Unidos a finales de la década de 1970, el mismo período en el que Red Ronin apareció por primera vez en Marvel Comics. De hecho, el (entonces) editor en jefe de Marvel, Archie Goodwin, admitió que el diseño básico de Red Ronin se inspiró en los súper robots del anime.

## Biografía ficticia

### Modelo Original
Red Ronin (originalmente conocido como SJ3RX) fue desarrollado con la ayuda de Stark International por la científica Tamara Hashioka y la ingeniera Yuriko Takiguchi, y construido en Detroit, Míchigan. Estaba destinado a ser utilizado por S.H.I.E.L.D. como instrumento de combate contra el monstruo Godzilla. Antes de que pudiera utilizarse para este propósito, el robot fue robado por Robert "Rob" Takiguchi (nieto de 12 años de Yuriko) y el joven lo rebautizó como "Red Ronin". Después de que un intento inicial de controlar el robot falló y provocó un alboroto accidental, Rob logró pilotar a Red Ronin en la batalla con Godzilla en un intento de ahuyentar a la bestia. Rob deseaba evitar que la criatura radiactiva sufriera daño y los intentos de Red Ronin de alejar a Godzilla de la base de misiles de San Diego fueron diseñados para preservar la vida del monstruo. Rob logró hacerlo y se descubrió que Red Ronin había sido impreso con los patrones cerebrales de Rob, haciendo que el robot fuera inútil sin Rob como piloto. Red Ronin se negó a responder a los patrones cerebrales de James Woo una vez impresos con los de Rob.A Rob se le ordenó mantenerse alejado del robot, pero se subió a bordo del Red Ronin nuevamente y se enfrentó a Godzilla y al gigante Pie Grande Yetrigar en el Gran Cañón, provocando un deslizamiento de tierra que enterró a Yetrigar.Junto a Godzilla, luego luchó contra los megamonstruos alienígenas (Triax, Rhiahn y Krollar) en las afueras de Salt Lake City, Utah. Durante la batalla, Rhiahn decapitó a Red Ronin, dejando que Godzilla terminara la pelea solo. Rob sobrevivió pero el robot quedó inactivo.
S.H.I.E.L.D. finalmente reconstruyó el robot con la ayuda de los técnicos de Stark International. El técnico Earl Cowan alteró el robot para que solo respondiera a sus patrones cerebrales, de manera similar a como se había vinculado previamente con el de Rob. Cowan tenía la intención de utilizar Red Ronin para orquestar una serie de eventos que desencadenarían la Tercera Guerra Mundial con la Unión Soviética. Cowan ignoraba por completo la ruta aérea más corta a la U.S.S.R. y se dirigió hacia el este en lugar de hacia el norte y pasó sobre la ciudad de Nueva York. Esto permitió a los Vengadores interceptar y derrotar al Red Ronin que arrasaba el puerto de Nueva York. El robot fue destrozado en el combate cuerpo a cuerpo y sus restos fueron llevados por S.H.I.E.L.D.
Stane International finalmente tomó posesión de los restos. El científico Karaguchi Inoyawa reconstruyó el robot, con la esperanza de utilizarlo como fuerza para el bien. El robot fue exhibido por Stane International en una feria comercial en el Pontiac Silverdome. Mientras estaba allí, Red Ronin fue requisado por el vengativo ex empleado Joe Kilman, quien provocó que Red Ronin se enfureciera. Esta vez, Inoyawa guio a Avispa para desactivar a Red Ronin.
Red Ronin finalmente terminó en manos de Fujikawa Electronics. Fue modificado para parecerse aún más a un samurái en apariencia. Numerosas organizaciones militares y criminales (como la Mano) intentaron apoderarse del mecanoide, pero fueron frustrados por Wolverine y Sunfire.
Red Ronin luego apareció restaurado a su forma original y utilizado por Henry Peter Gyrich para atraer a los Vengadores a una batalla con los Thunderbolts.
Desde entonces, Red Ronin se 'unió' a los Thunderbolts durante la serie Civil War.Esta versión probablemente tenga el Fixer por todas partes, aunque Red Ronin nunca fue visto en ninguna batalla durante el evento. Algún tiempo antes de esto, también chocó con los Inhumanos en una batalla que no se recuerda claramente debido a los poderes de alteración mental involuntarios del Sentry.
Una versión del modelo clásico aparece cuando Zodiac secuestra el robot para lanzarlo en Nueva York como parte de un plan para desacreditar a Norman Osborn como director de H.A.M.M.E.R.

### Namie
La serie limitada Loners presentó a los lectores a un personaje conocido sólo como Namie,ya que padecía amnesia después de escapar de una instalación que producía hormona de crecimiento mutante. Julie Power la cuida mientras los otros miembros del grupo intentan descubrir qué hacer con ella, pero antes de que se pueda decidir algo, se pelean con Phil Urich, quien se volvió loco y robó la armadura Darkhawk. Namie ayuda a derribar a Urich, pero después de que él revela un acuerdo hecho entre Turbo y Fuyumi Fujikawaque habría vendido el equipo, él llegó a un nuevo acuerdo con ella en el que Urich y Hollow regresarían a Fujikawa, mientras Los Loners se quedaron con Namie, quien luego revela que es el nuevo cyborg Red Ronin.

## Poderes y habilidades
Red Ronin mide más de 30 m (100 pies) de altura, pesa más de 23 toneladas y su diseño fue influenciado por la armadura samurái tradicional. Red Ronin está controlado por un operador humano que lleva un "casco cibernético" y se sienta dentro de su cabeza.
Red Ronin posee una inmensa fuerza y velocidad, es muy duradero y puede volar a velocidad subsónica utilizando las unidades de propulsión atómica en sus patas. Está armado con un escudo de "disco giratorio" pulsante en su brazo derecho que tiene una espada de hoja láser alimentada por energía solar y que también funciona como un dispositivo de pistola Gatling con láser ultravioleta. Red Ronin también tiene un generador de campo magnético en sus hombreras y potentes desintegradores montados en los brazos que son capaces de disparar ráfagas de fuerza de conmoción equivalente a 100 toneladas de TNT. Además, el escudo también es capaz de disparar misiles, que Red Ronin usó durante su batalla contra Yetrigar en el Gran Cañón, y puede usarse como un arma arrojadiza desmontable, que contiene un dispositivo localizador que le permite regresar al robot. La mano izquierda de Red Ronin también tiene la capacidad de convertirse en un cañón de energía que proyecta ráfagas de energía. Además, podía liberar "cables de abrazadera magnética" de sus unidades de arranque, que eran lo suficientemente fuertes como para sostener y sostener a un ser tan masivo como Godzilla. Más tarde, Red Ronin obtuvo la capacidad de reparar automáticamente sus circuitos y separar sus manos de su cuerpo y retener el control de ellas mientras estaba separado.
En realidad, Namie está reducida al tamaño y apariencia de una joven asiática con cabello rojo y negro. Sus armas principales son espadas de energía rojas que se extienden desde sus muñecas. También ha demostrado algunas técnicas de lucha avanzadas.

## Otras versiones
Una versión de Red Ronin apareció en una Tierra visitada por los héroes que saltan de dimensión conocidos como los Exiliados (Tierra-3752). En la Tierra-3752, Red Ronin era el arma principal del Escuadrón Ciencia, un grupo de cazadores de monstruos y fue inventado por Bolivar Trask. Esta versión fue destruida por la versión real de Fin Fang Foom.
Red Ronin también apareció en la miniserie Mega Morphs, reprogramada por Doctor Doom y tenía al Doctor Octopus para que Doctor Doom pudiera controlarlo de forma remota. Después de derrotar fácilmente a los Mega Morphs del Capitán América, Spider-Man, Wolverine y Ghost Rider, Red Ronin fue derrotado por Hulk, a quien el Doctor Doom se había hecho cargo previamente para ayudar en la fuga de la prisión del Doctor Octopus.
En el universo de Tierra-X, Red Ronin fue dado de baja y entregado a Tony Stark por el presidente Norman Osborn. Los diseños del robot eventualmente sirvieron de base para una imponente armadura de Iron Man.